# Перший український науковий з'їзд
Перший український науковий з'їзд — форум українських науковців в екзилі, відбувся у Празі 3 — 7 жовтня 1926. Голова оргкомітету з'їзду — академік Іван Горбачевський.
З'їзд розпочав роботу в Геологічному інституті Праги в присутності українських і чеських учених та представників емігрантських організацій у Чехії. Робота з'їзду відбувалась у 4 секціях: історично-філологічній; права і суспільних наук; природничій; технічно-математичній. Загалом відбулись 41 засідання та обговорення 154 доповідей. Робота секцій проходила у стінах Карлового університету.
Михайло Грушевський, який щойно повернувся з еміграції, від участі у з'їзді відмовився, також від участі у з'їзді утрималась Академія наук УРСР.